# André Hombessa
André Hombessa, född 1935, död 20 november 2020, var en Brazzaville-kongolesisk politiker och diplomat.
President Alphonse Massamba-Débat utsåg honom till minister för information, ungdomsfrågor och sport i Pascal Lissoubas regering 1964. Som sådan var han ansvarig för det enda tillåtna partiet MNR:s (Mouvement national de la révolution) ungdomsorganisation JMNR. Efter att ha tvingats lämna sin ministerpost 1968 anklagades han för inblandning i flera försök till statskupper. Han dömdes till döden i sin frånvaro för inblandning i mordet på president Marien Ngouabi 1977 och gick i landsflykt. När Lissouba valdes till president 1992 utsåg han Hombessa till Kongos ambassadör i Norden. Hombessa återinsattes av Denis Sassou-Nguesso och kvarstod på posten till sin död.